# Ani'am
Aniam (tiếng Hebrew: אֲנִיעָם) là một khu định cư của Israel, một moshav, nằm ở Cao nguyên Golan, thuộc chính quyền của Israel. Khu định cư được xây dựng vào năm 1978 và thuộc thẩm quyền của Hội đồng khu vực Golan. Năm 2017 nó có dân số 536. [1]
Cộng đồng quốc tế coi các khu định cư của người Israel ở Cao nguyên Golan là bất hợp pháp theo luật pháp quốc tế, nhưng chính phủ Israel tranh chấp điều này.

## Từ nguyên
Cái tên Ani'am bắt nguồn từ một thành viên của bộ tộc Menashe (1 Sử ký 7:19), có khu vực bộ lạc bao gồm Cao nguyên Golan.

## Nền kinh tế
Nền kinh tế của Ani'am dựa trên việc cung cấp các dịch vụ kỹ thuật, về nông nghiệp (xoài, dây leo và nho để sản xuất rượu và hoa) và chăn nuôi cừu Merino. Làng cũng có một nhà máy phân phối. Nhiều nghệ sĩ đã định cư ở Ani'am và đã tạo ra "Đại lộ nghệ sĩ" trong khu định cư, với các phòng trưng bày nghệ thuật nơi mỗi nghệ sĩ đã xây dựng một cấu trúc độc đáo cho phong cách nghệ thuật của mình. Ngoài ra còn có các cửa hàng, một quán rượu-nhà hàng cũng như cabin khách ở Ani'am.